# International Women's Open 1976
L'International Women's Open 1976 è stato un torneo di tennis giocato sull'erba. È stata la 3ª edizione del torneo di Eastbourne, che fa parte del Women's International Grand Prix 1976. Si è giocato a Eastbourne in Inghilterra, dal 14 al 20 giugno 1976.

## Campionesse

### Singolare
Chris Evert ha battuto in finale  Virginia Wade 8–6, 6–3

### Doppio
Chris Evert /  Martina Navrátilová e  Ol'ga Morozova /  Virginia Wade hanno condiviso il titolo perché la finale è stata cancellata